# Alex Neustaedter
Alexander Francis Neustaedter est un acteur américain né le 29 mars 1998 à Kansas City, Kansas.

## Biographie
Alex Neustaedter est né le 29 mars 1998 à Shawnee Mission, Kansas. Ses parents sont Jeff et Teri Neustaedter.

## Carrière
Il fait ses débuts au cinéma à l'âge de onze ans dans le film d'horreur Albino Farm en 2009.
Il tourne dans plusieurs courts métrages et dans un épisode de série télévisée, et apparaît dans des vidéoclips pour les groupes Suicide Silence (Slaves to Substance, 2012) et Imagine Dragons (I Bet My Life, 2014).
En 2016, il joue l'un des rôles principaux du film Ithaca réalisé par Meg Ryan. La même année, il est choisi pour tenir un rôle important dans la série télévisée Colony, la série est diffusée sur USA Network et elle est annulée en 2018.
En 2018, il tourne aux côtés de Sienna Miller dans American Woman réalisé par Jake Scott (fils de Ridley Scott). Le film est diffusé durant le Festival du cinéma américain de Deauville.
En 2019, il incarne l'un des rôles titres avec Olivia DeJonge dans Josie & Jack réalisé par Sarah Lancaster et joue dans Low Tide avec Keean Johnson et Jaeden Martell.
En 2021, il est présent dans le film d'horreur Dans les angles morts diffusé sur Netflix et la série American Rust.

## Filmographie

### Cinéma

#### Longs métrages
- 2009 : Albino Farm de Joe Anderson : Samuel
- 2010 : Last Breath de Ty Jones : Caleb Johnson
- 2016 : Ithaca de Meg Ryan : Homer Macauley
- 2016 : Shovel Buddies de Simon Atkinson et Adam Townley : Jimmy
- 2017 : Walking Out d'Alex Smith et Andrew J. Smith : Cal jeune
- 2017 : The Tribes of Palos Verdes de Brendan Malloy et Emmett Malloy : Alex
- 2018 : American Woman de Jake Scott : Tyler Hanrick
- 2018 : A.X.L. d'Oliver Daly : Miles Hill
- 2019 : Josie & Jack de Sarah Lancaster : Jack Raeburn
- 2019 : Low Tide de Kevin McMullin : Red
- 2021 : Dans les angles morts (Things Heard & Seen) de Shari Springer Berman et Robert Pulcini : Eddy Lucks
- 2024 : Jamais Plus de Justin Baldoni : Atlas Corrigan (jeune)

#### Courts métrages
- 2009 : Railroad Ties de Brian Lemmons : Joshua Daniels
- 2009 : Deerhunter de Zach Jones et Chad Sogas : Un prisonnier
- 2012 : Charlie de Brett Cramer : Kevin
- 2015 : Let Go de Kevin Kobori : Jacob Elliot
- 2018 : Accidental Diplomats de Darryl Marshak : Glenn Cowen

### Télévision

#### Séries télévisées
- 2013 : Marvel : Les Agents du SHIELD (Marvel's Agents of S.H.I.E.L.D.) : Christian Ward jeune
- 2016 - 2018 : Colony : Bram Bowman
- 2021 : American Rust : Billy Poe

### Clip
- 2014 : Imagine Dragons - I Bet My Life